# Cujamai mészárlás

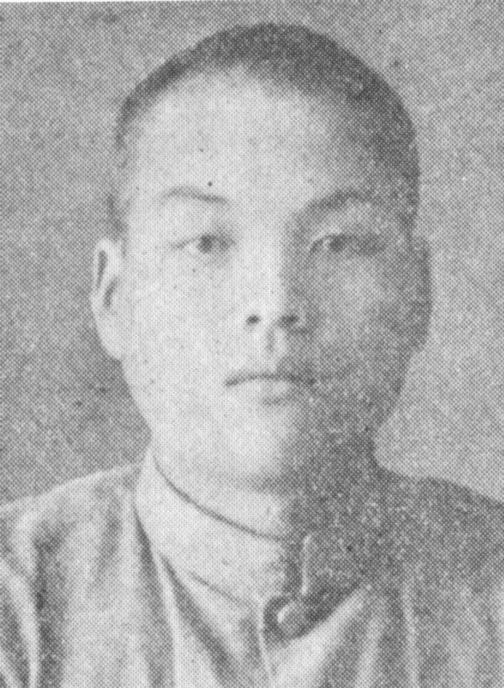
A 21 éves Mucuo Toi, a cujamai mészárlás elkövetője

A cujamai mészárlásra  1938. május 21-én került sor egy kis faluban, a japán Cujama városa mellett. A tragédiának 30 halálos áldozata és 3 sebesültje volt. 1982-ig ez számított a legvéresebb, egy ember által elkövetett mészárlásnak.

## A mészárlás
A 21 éves férfi, Mucuo Toi, már egy nappal korábban elkezdett készülni szörnyű tettére. Az elektromos vezeték elvágásával áramszünetet okozott a faluban, majd hajnali fél 2-kor nagyanyja megölése után magához vette puskáját és katanáját, majd a következő másfél óra alatt 29 emberrel végzett. Végül öngyilkosságot követett el.
Toi különféle üzeneteket hagyott hátra. Ezek tanúsága szerint, azért ölte meg szomszédait, mert azok folyamatosan inzultálták, mióta megtudták, hogy gümőkóra van. Sajnálatát fejezte ki, hogy olyan embereket is megölt, akiket nem szándékozott. Leírása szerint nagyanyját azért ölte meg, hogy az idős hölgynek ne kelljen elviselnie az emberek megbélyegzését.

## Fordítás
Ez a szócikk részben vagy egészben  a   Tsuyama massacre című angol Wikipédia-szócikk fordításán alapul.  Az eredeti cikk szerkesztőit annak laptörténete sorolja fel. Ez a jelzés csupán a megfogalmazás eredetét és a szerzői jogokat jelzi, nem szolgál a cikkben szereplő információk forrásmegjelöléseként.